# Escala cromàtica
L'escala cromàtica és una escala integrada per dotze sons, separats per distàncies de semitò. Es va formar a partir de l'escala diatònica, alterant cromàticament (del grec antic χρῶμα (chrṓma) = «color») algunes notes. Converteix per exemple el do en un do sostingut, que roman en un principi un do, però d'un altre color.

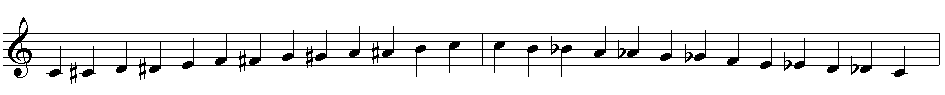
Escala cromàtica completa ascendint i descendint

D'aquesta manera, l'escala cromàtica compta amb dos tipus de semitons:
- semitons cromàtics (= intervals de primera augmentada) entre notes que comparteixen nom, com per exemple do i do sostingut
- semitons diatònics (= intervals de segona menor) entre notes que no comparteixen nom, com do sostingut i re

Històricament, aquests semitons són de magnituds diferents, en funció del sistema d'afinació:
- En l'afinació pitagòrica, pròpia de l'edat mitjana, els semitons cromàtics són majors que els diatònics.
- En els temperaments mesotònics, propis dels segles XVI i XVII, els semitons diatònics són majors que els cromàtics.[3]

Tanmateix, durant el barroc els temperaments tendeixen progressivament a igualar els dos semitons, per a poder emprar les tecles negres indistintament com a sostingut o com a bemoll, evolucionant finalment cap al temperament igual. En el cas de la guitarra, ja es feia servir de facto el temperament igual des del 1600, podent transportar la música per qualsevol tonalitat.
El 1627, el matemàtic francès Marin Mersenne ja va formular amb precisió la relació entre longitud de corda i freqüència en la seva obra Armonia Universal. Això determinaria una escala en la qual tots els intervals són iguals (12 semitons) basada en una progressió geomètrica de raó {\displaystyle 2^{\frac {1}{12}}}, la qual cosa posibilitava modular o transportar de manera il·limitada al preu d'eliminar les proporcions justes de la quinta i la quarta. Amb això, desapareixia la coma pitagòrica. Tanmateix, a la majoria dels instruments, el temperament igual encarà tardarà segles en convertir-se en habitual.
Malgrat el temperament igual, en la música tonal major-menor els cromatismes no contradiuen l'estructura diatònica, que en resta el fonament, sinó que més aviat l'enriqueixen amb un «colorit» adicional. Amb l'arribada de l'atonalitat a principi del segle xx tots els semitons seran de deveres iguals, no només quant a la seva magnitud, sinó també pel que respecta a la seua funció. Llavors resultarà completament indiferent que una tecla negra s'escriga com a bemoll o com a sostingut. Igor Stravinsky, per exemple, renuncià als bemolls en composicions atonals.